# 춘추필법
춘추필법(春秋筆法)은 『춘추』에서 비롯된 동양의 역사서술 수사법이다. 춘추필법에서는 사건과 인물에 대한 정확한 묘사와 평가보다, 수사법 자체에서 비롯되는 일종의 완곡어법으로 평가를 대신한다. 예컨대 부정적으로 평가되는 사람은 실제보다 작위를 깎아서 기록하는 등의 방식이 그러하다. 이것은 『춘추』 자체가 원래 제대로 된 역사서가 아니라 공자의 사견이 담긴 주석서이기 때문에 발생하는 문제다.
춘추필법의 예시로, "죽이다"라는 뜻의 세 한자 살(殺), 시(弑), 주(誅)의 용법 차이를 들 수 있다. 『맹자』 양혜왕 하편에서 역성혁명과 탕무방벌론을 논하는 부분에서, 제 선왕이 맹자에게 “신하가 임금을 시(弑)해도 되느냐”고 묻는다. 그러자 맹자는 “인을 해치는 자를 적(賊)이라 하고 의를 해치는 자를 잔(殘)이라 하고, 잔적한 사람은 그놈(一夫)이라 하니, 주라는 그놈을 주(誅)하였다는 말은 들었으나 임금을 시(弑)하였다는 말은 듣지 못했다”고 대답한다. "살"이 그냥 죽였다는 뜻으로 중립적이라면, "시"는 아랫사람이 높은 사람을 죽인 것으로서 정당하지 못한 것이고, "주"는 죄 지은 이를 죗값으로 죽음에 처하는 것으로 정당한 것이다. 이렇듯 사용하는 어휘에서 이미 가치판단이 개입되어 있다.
신채호는 『조선상고사』, 『조선사연구초』에서 춘추필법이 중국 역사가들이 자기들에게 불리한 내용을 축소해 기록한 중국 중심주의적 곡필이라고 주장했다. 하지만 『춘추』는 경서일 뿐 사서로서는 완벽하지 못하다는 문제는 동양 전통사가들 역시 이미 일찍이부터 알고 있었던 사실이므로 모든 전근대 동양 역사서술이 곡필이었다고 소급하는 것은 바람직하지 못하다. 일례로 안정복은 『동사강목』에서 『춘추』가 완곡어법이 지나쳐서 후세 사람이 뜻을 제대로 이해하기 어렵다고 비판한 바가 있다.